# Arcángel (discoteca)
Arcángel es una discoteca LGBT chilena ubicada en la ciudad de La Serena. Es una de las discotecas LGBT más antiguas de Chile fuera de Santiago y promotora de eventos para la diversidad sexual en La Serena y Coquimbo como el Carnaval de la Diversidad de La Serena y la Cumbre Drag Chile.

## Historia
Arcángel abrió sus puertas el 30 de agosto de 2004, en un local ubicado en la calle Almagro donde anteriormente funcionó la discoteca Machos. La instalación de la discoteca generó la oposición de algunos vecinos, lo cual fue denunciado por el Movimiento de Integración y Liberación Homosexual (Movilh) como un acto de homofobia. El propietario de Arcángel es Marco González Andrade, presidente de la Agrupación Igualdad Plena IV Región y galardonado en agosto de 2024 con la Medalla Ciudad de La Serena.
La discoteca ha formado parte de la organización del Carnaval de la Diversidad de La Serena desde sus inicios en 2006, participando con la presentación de drag queens en carros alegóricos y en los espectáculos que se realizan en un escenario instalado al final de la marcha. El elenco de Arcángel también participó del primer Carnaval de la Diversidad de Andacollo el 19 de junio de 2024. Algunas de las transformistas que han formado parte del elenco de Arcángel son Donna Morell y Lia Mackensy.
Producto de la pandemia de COVID-19, la discoteca estuvo cerrada desde marzo de 2020 hasta agosto de 2021, fecha en que reabrió la pista de baile, habiendo funcionado en los meses previos como bar con aforos limitados y medidas de restricción sanitaria. En octubre de 2021, producto del fin del toque de queda debido a la pandemia, Arcángel reabrió en horario nocturno sin restricciones.
Desde 2015 se realiza de manera anual en Arcángel la «Cumbre de Transformistas», evento en que se reúnen las drag queens más destacadas de Chile junto a invitadas nacionales e internacionales; en la edición de 2018 Janin Day fue coronada como reina del evento. A partir de 2022 el evento se denomina «Cumbre Drag Chile» y se realiza en el Coliseo Monumental de La Serena, convirtiéndose en el evento drag más grande de Sudamérica, con la participación de más de 50 transformistas.